# George Gustavus Charles William du Plat
George Gustavus Charles William du Plat KH (* 14. Oktober 1796 in Lüneburg; † 21. Dezember 1854 in Wien) war ein königlich britischer Generalmajor.

## Leben
George G. Ch. W. du Plat entstammte dem französischen Adelsgeschlecht du Plat, dessen erster Vertreter in Deutschland Pierre Joseph du Plat (1657–1709) war, Stammvater der hannoverschen Linie. Mitglieder dieser deutschen Linie traten wiederum in königlich dänische und britische Dienste. Er war der Sohn des königlich hannoverschen und königlich britischen Oberst Georg Carl August du Plat (1770–1815), Brigadier der King’s German Legion, und der Caroline Gräfin von Taube (1773–1837) und wurde Stammvater der britischen Linie. Am 19. Februar 1820 erhielt er aus Hannover die offizielle Bescheinigung der Zugehörigkeit zum kurhannoverschen Adel.
Für seine militärischen Verdienste, als er 1839/1840 im Ersten Carlistenkrieg der Armee Kataloniens zugeteilt war, wurde du Plat am 26. Juli 1841 von Spaniens Ex-Königin Maria Christina im Namen ihrer noch unmündigen Tochter Isabella mit drei Orden ausgezeichnet.
Zusätzlich zu seiner Militärkarriere in der Royal Army, in der er es zum königlich-britischen Brigadegeneral gebracht hatte, war du Plat Colonel der Royal Engineers. Er trat am 1. August 1814 als Second Lieutenant dem Ingenieurkorps bei und gehörte ihm 37 Jahre lang an. Im Folgejahr 1815 wurde er First Lieutenant, 1836 Captain, 1839 Major, 1840 Lieutenant Colonel und am 11. November 1851 wurde er schließlich zum Colonel.

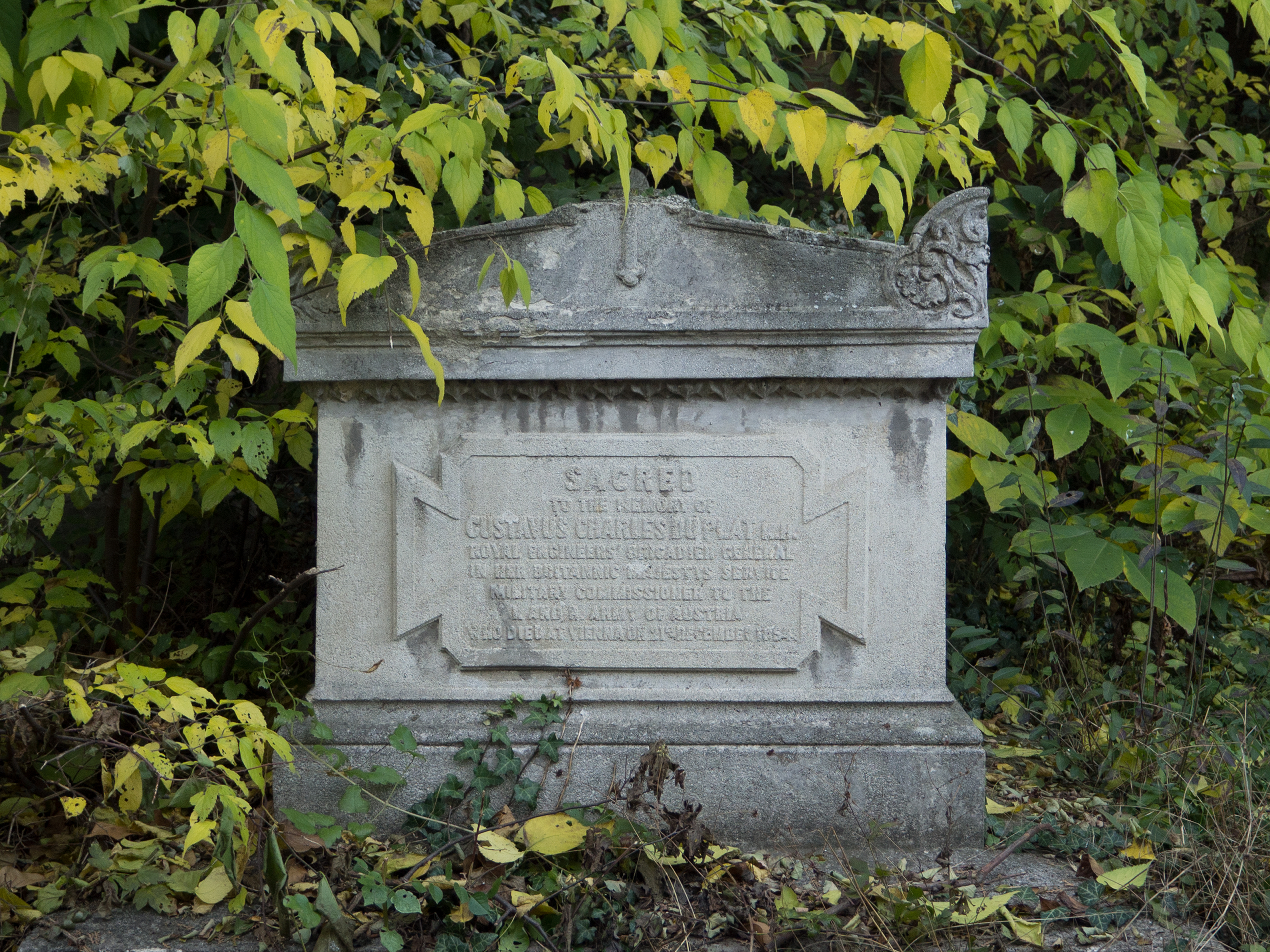
Grab von du Plat auf dem Sankt Marxer Friedhof in Wien

Plat war von 1841 bis 1851 Konsul, dann bis 1854 Generalkonsul in Warschau. Er bewohnte das Śleszyński-Palais (erwähnt 1843). Seit 12. August 1854 war er während des Krimkrieges im Rang eines Brigadegenerals der militärische Bevollmächtigte Englands im Hauptquartier des österreichischen Feldmarschalls Heinrich Freiherr von Hess. Plat starb während seiner Mission im österreichischen Hauptquartier in Wien und wurde am 23. Dezember 1854, also nur zwei Tage später, mit allen militärischen Ehren entsprechend den protokollarischen Vorschriften Österreichs in Anwesenheit von Feldmarschall von Hess und etwa 50 Generälen beigesetzt.
Er heiratete als Konsul in Polen am 28. Januar 1822 auf Schloss Hardenberg bei Nörten-Hardenberg Pauline Gräfin von Hardenberg (* 30. Dezember 1800 in Celle, † 24. Februar 1876 in Nizza), die Tochter des	Karl Graf von Hardenberg und der Friederike Henriette von Kolbe sowie Enkelin des königlich hannoverschen Gesandten Hans Ernst Graf von Hardenberg. Beider Sohn war der königlich britische Generalmajor und Stallmeister Charles Taylor du Plat (1823–1900).

## Orden und Ehrenzeichen
- Ritter des Guelphen-Ordens
- Orden Karls III. II. Klasse (1841)
- Ferdinandsorden I. Klasse (1841)
- Commander des Ordens de Isabel la Católica (1841)